# Pont de Bronx-Whitestone
Le pont de Bronx-Whitestone (en anglais Bronx-Whitestone Bridge) est un pont reliant l'arrondissement du Bronx (à côté du parc de Ferry Point) à celui du Queens à New York. Il était[Quand ?] l'un des seuls ponts reliant ces deux quartiers.
Le pont est géré par le MTA Bridges and Tunnels, une entité faisant partie de la Metropolitan Transportation Authority.

## Histoire
Le Bronx–Whitestone Bridge est un pont construit en 1939 pour relier le Bronx au Queens. En 1940 le pont est renforcé par un système en treillis et des haubans. En 1939 il reçoit le prix de l'American Institute of Steel Construction.